# Silbergrüner Bläuling

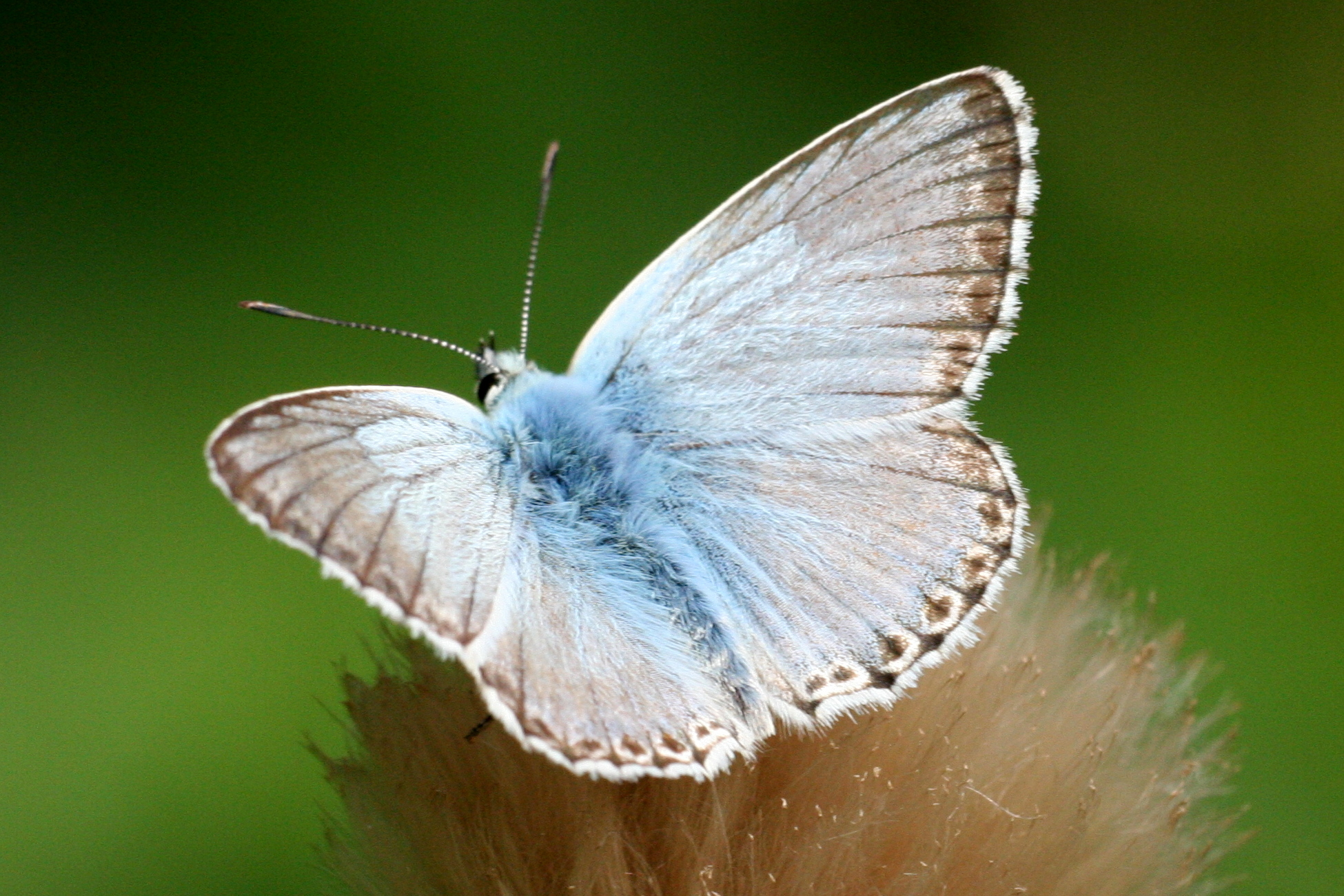
Flügeloberseite des Männchens

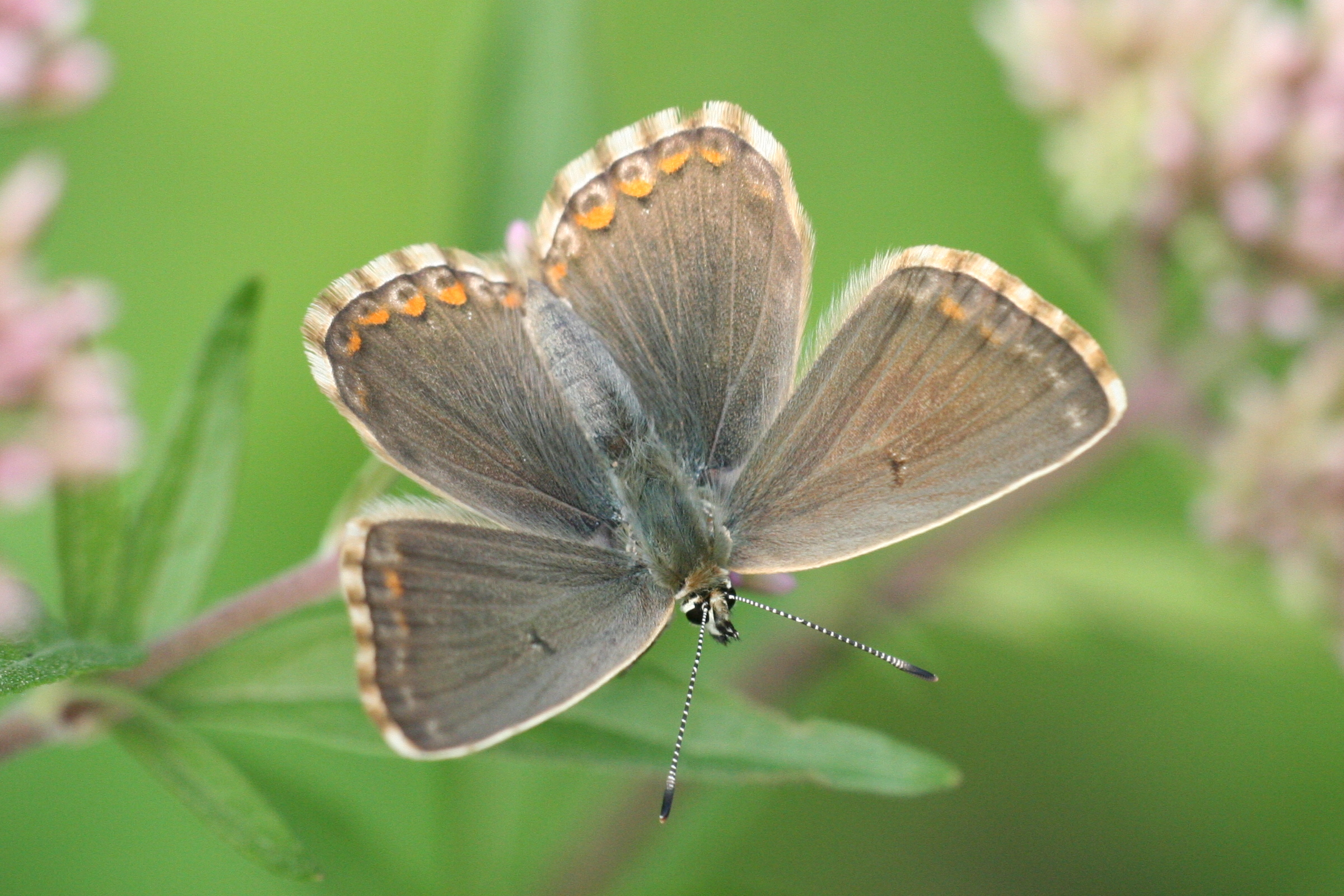
Weibchen

Der Silbergrüne Bläuling (Lysandra coridon, Syn. Polyommatus coridon) ist ein Schmetterling (Tagfalter) aus der Familie der Bläulinge (Lycaenidae). Der Name der Art leitet sich von Corydon, einem griechischen Hirtennamen ab. Die Art besiedelt trockenes und sonniges, schwach bewachsenes Land. Trotz des Rückgangs solcher Lebensräume kommt sie häufig vor, meist in großer Individuenzahl. Wie bei vielen Bläulingen leben auch die Raupen des Silbergrünen Bläulings in Symbiose mit Ameisen. 
Der Silbergrüne Bläuling war das Insekt des Jahres 2015.

## Merkmale

### Imagines
Die Falter erreichen eine Flügelspannweite von 30 bis 35 Millimeter. Die Flügeloberseiten der Männchen sind hell silbrig- bis grünblau gefärbt, außen am Flügelrand sind sie dunkel. Das Blau kann je nach Vorkommen und Unterart unterschiedlich ausgebildet sein. Der Außenrand ist weiß mit dunklen Flecken gefranst.
Die Weibchen kommen in zwei Farbvarianten vor. Bei der einen Variante sind die Flügeloberseiten dunkelbraun, am Ansatz nur wenig bläulich gestäubt und tragen entlang des Außenrandes, am Hinterflügel kräftiger, vorne nur schwach, eine Reihe von orangen, an der Außenseite schwarz gefärbte Flecke. Bei der anderen Variante sind die Flügeloberseiten intensiver blau gefärbt als bei den Männchen und besitzen vor dem Außenrand (Submarginalregion) eine braune Färbung.
Die Unterseite der Vorderflügel ähnelt der des ansonsten durch die kräftig blau gefärbte Oberseite leicht unterscheidbaren Himmelblauen Bläulings (Polyommatus bellargus). Beim Männchen ist die Grundfarbe hell graubraun, beim Weibchen dunkelbraun. Die Flügelbasis schimmert schwach türkisblau. Die schwarzen Flecke auf den Unterseiten der Vorderflügel sind meist kräftig gefärbt. Etwa mittig auf der Unterseite der Hinterflügel befindet sich ein weißer Fleck, der zum Flügelaußenrand zu einem Spitz ausgezogen ist. Er zeigt auf einen weißen Längswisch, der zwischen den orangen, mehr oder weniger dreieckigen Flecken entlang des Außenrandes sitzt. Diese Flecke sind nach vorn fein schwarz gerandet, hinten sitzt jeweils ein schwarzer Punkt. Vom Eros-Bläuling (Polyommatus eros) unterscheidet sich die Art vor allem durch die Flügelunterseiten. Der spitz ausgezogene Fleck ist bei diesem mehr oder weniger deutlich dunkel gekernt und die schwarzen Flecke sind unterschiedlich verteilt.

### Raupen
Die Raupen erreichen eine Körperlänge von etwa 16 Millimetern. Sie haben eine grüne Grundfärbung und tragen beidseits des Rückens gelbe Fleckreihen, an den Seiten gelbe Längsstreifen und eine feine, helle Behaarung. Sie sehen den Raupen des Himmelblauen Bläulings sehr ähnlich, haben aber ein helleres Grün als Grundfarbe und undeutlicher ausgebildete gelbe Flecke.

### Ähnliche Arten
- Himmelblauer Bläuling (Polyommatus bellargus)
- Eros-Bläuling (Polyommatus eros)

## Vorkommen
Die Tiere kommen vom Norden und Osten Spaniens über Mittel- und Südeuropa (Mittelitalien, Korsika, Balkan) östlich bis in die Ukraine und zum Ural und die Steppen nördlich des Kaspischen Meeres vor. Sie erreicht Mittelgriechenland, fehlt aber in der Türkei. Nördlich erstreckt sich das Verbreitungsgebiet über den Süden Englands, Norddeutschland und den Großteil des Baltikums. In Deutschland kommt die Art im südlichen Bergland und in den Alpen relativ häufig vor, im Norden ist sie selten. Die früher in Österreich im Alpengebiet oder auch im Alpenvorland oft sehr häufige Art ist seit langem in Regression. Die Tiere leben auf Kalktrockenrasen und an anderen trockenen, sonnigen und temperaturbegünstigten, nur mit vereinzelten Büschen und kurzen Gräsern bewachsenen Bereichen, ausschließlich auf kalkhaltigen, alkalischen Böden.

## Genetik
Vom Genom eines männlichen Silbergrünen Bläulings sind 541 Mb (Megabasen) sequenziert und in silico 90 Großmolekülen zugeordnet. Diese Zahl, die auch das geschlechtsbestimmende Z-Chromosom enthält, entspricht seinem haploiden Chromosomensatz 1n = 90.
Die chromosomalen Moleküle wurden nach abnehmender Größe geordnet; das längste besteht aus 9,18 Mb. Insgesamt wurden 13.334 proteinkodierende und 2.742 nicht kodierende Gene festgestellt. 
Die Daten sind  abgelegt im European Nucleotide Archive und zugänglich unter der Nummer PRJEB42953.

## Entwicklung
Die Weibchen legen ihre weißlichen Eier einzeln an der Basis der Stängel, den Blattachseln und nur selten an den Blättern der Raupennahrungspflanzen ab. Mitunter werden sie auch an nahe gelegenen Gräsern und Steinen abgelegt. Die Weibchen fliegen dabei flach über die Vegetation und landen etwas entfernt an einer unbewachsenen Stelle, um den Rest des Weges zum Eiablageplatz zu Fuß zurückzulegen. Die Vegetation wird dabei betrommelt, nach Berührung der Raupennahrungspflanzen wird der Hinterleib zur Eiablage gekrümmt. Nachdem einige Eier abgesetzt wurden, wird zwischenzeitlich Nektar gesogen.
Die Eier überwintern, die Raupen schlüpfen erst im darauffolgenden Frühjahr. Lediglich in Griechenland überwintert die Raupe bereits nach der ersten Häutung unter Steinen in der Nähe von Ameisennestern. Die Raupen leben myrmekophil zusammen mit Ameisen. Symbiosen sind mit einigen Wegameisen- (Lasius) und Myrmica-Arten, mit Plagiolepis vindobonensis, mit der Gemeinen Rasenameise (Tetramorium caespitum) und mit der Roten Waldameise (Formica rufa) bekannt. Die Raupen sondern über Drüsen Lockstoffe aus, die die Ameisen anlocken. Auch sondern sie bei Berührung durch Ameisenfühler durch einen Spalt am Rücken des siebten Hinterleibssegmentes ein süßes Sekret ab, das die Ameisen fressen. Am achten Hinterleibssegment befinden sich zwei vorstülpbare Fortsätze, die am Ende einen Kranz aus Häkchen tragen. Diese beiden Organe werden besonders dann bewegt, wenn Ameisen in der Nähe sind und sollen sie vermutlich ebenso anlocken. Neben dem Schutz vor Fressfeinden bauen die Ameisen mitunter „Unterstände“ aus lockerem Erdreich für die Raupen, die auch Verbindungen zu nahen Ameisennester aufweisen können.
Die dämmerungs- und nachtaktiven Raupen sitzen tagsüber in Gruppen im Geröll oder Moos unter den Nahrungspflanzen. Diese Pflanzen kann man dann an den vielen Ameisen auf den niedrig liegenden Trieben erkennen. Die Verpuppung erfolgt unter Steinen, die Puppe ist glatt und olivgrün.

## Lebensweise

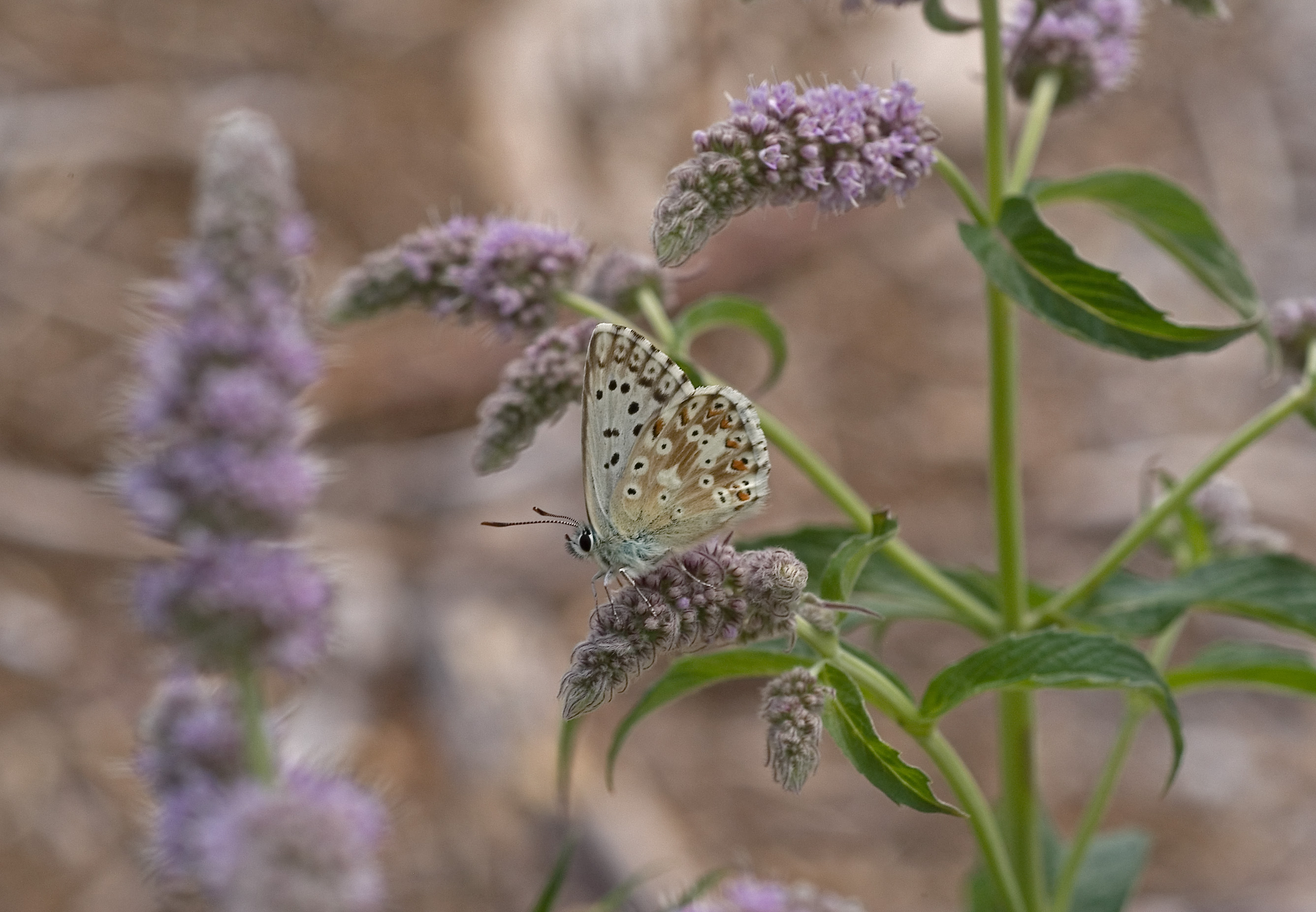
Silbergrüner Bläuling an Mentha spicata agg.; Nationalpark Gesäuse

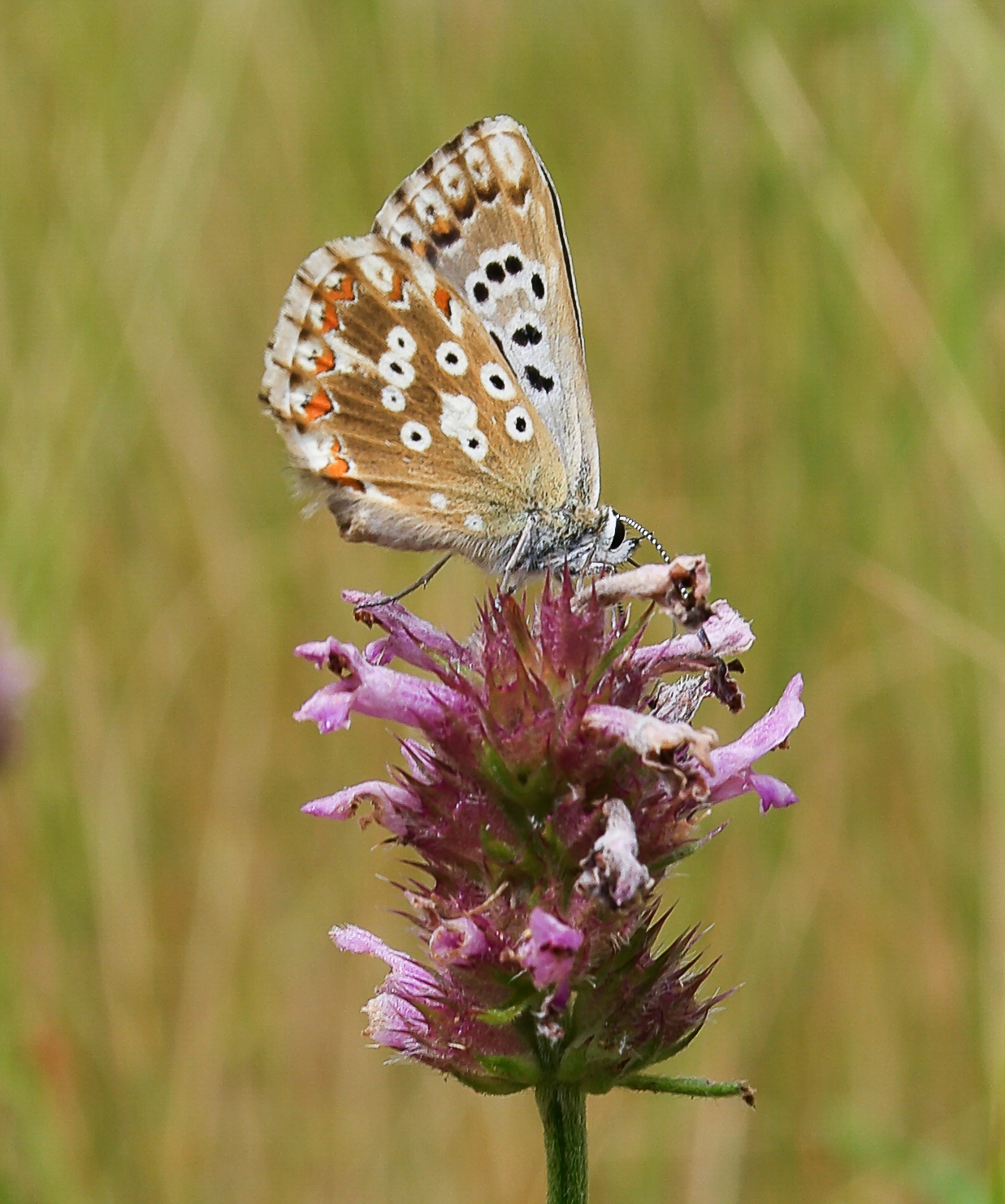
An der Späten Betonie (Betonica serotina) auf oro-Mediterranen Kalkmagerwiesen in der Bijela gora

Die Imagines saugen Nektar vor allem von Lippenblütlern der Gattung Oregano (Origanum vulgare). Fehlen diese Pflanzen, wird Gewöhnlicher Hornklee (Lotus corniculatus) bevorzugt, man findet die Tiere aber auch an Tauben-Skabiose (Scabiosa columbaria), Wiesen- (Centaurea jacea), Skabiosen-Flockenblume (Centaurea scabiosa) und zumindest gelegentlich auch an den übrigen im Lebensraum vorhandenen Blüten. Hülsenfrüchtler spielen anders als bei anderen Bläulingsarten nur eine unbedeutende Rolle als Nektarpflanzen. Häufig findet man die Falter auch auf Kies, wo sie an feuchten Stellen saugen. Sie treten meist in größeren Gruppen auf. Abends sammeln sie sich, um an leicht erhöhten Standorten, wie beispielsweise an die Vegetation etwas überragenden Doldenblütlern kopfabwärts zu schlafen.

### Flug- und Raupenzeiten
Die Falter fliegen jährlich in einer Generation von Ende Juni bis August, maximal Anfang Oktober. Im Süden fliegen zwei Generationen von Mai bis Juni und von August bis September. Die Raupen findet man in Mitteleuropa von April bis Juni.

### Nahrung der Raupen
Die Raupen ernähren sich überwiegend von Gewöhnlichem Hufeisenklee (Hippocrepis comosa), selten findet man sie auch an Bunter Kronwicke (Securigera varia) und Bärenschote (Astragalus glycyphyllos).

## Gefährdung und Schutz
In Deutschland ist der Silbergrüne Bläuling vielerorts noch häufig zu finden, obwohl sein Lebensraum zunehmend zerstört wird. Da die Art, im Gegensatz zum deutlich sensibleren Himmelblauen Bläuling (Polyommatus bellargus), toleranter gegenüber Eingriffen ist und beispielsweise auch an Böschungen, Wegrändern und Bahndämmen vorkommt, ist ihr Bestand nicht gefährdet; die Art wird in der Roten Liste Deutschlands nicht geführt. Allerdings ist sie in mehreren nördlichen Bundesländern gefährdet, in Niedersachsen ist sie stark gefährdet (Kategorie: 2), in Sachsen sogar vom Aussterben bedroht.
In Österreich ist die Art in Regression.

## Taxonomie
Lysandra wird, je nach Autor, als eigenständige Gattung oder als Untergattung einer weitgefassten Gattung Polyommatus aufgefasst. Nach phylogenomischen Untersuchungen (anhand des Vergleichs homologer DNA-Sequenzen) ist die Gruppe monophyletisch und Schwestergruppe von Polyommatus s. str. (unter Einschluss der Gattungen/Untergattungen Meleagris, Neolysandra, Agrodiaetus, Plebicula). Eine aktuelle Revision auf genetischer Grundlage schlägt vor, die Gruppe als Gattung zu fassen.
Die Abgrenzung der Arten und die Taxonomie innerhalb von Lysandra ist ein sehr schwieriges Problem, bei dem es zwischen verschiedenen Forschern keine Einigkeit gibt., Bekannt ist, dass es im Süden Europas Lokalpopulationen gibt, die zum Teil eine Generation, zum Teil zwei Generationen im Jahr ausbilden; beide können nebeneinander (sympatrisch) im selben Gebiet leben. Der italienische Forscher Ruggero Verity nannte die univoltine Form Südwesteuropas coridon s. str., die bivoltine hispana. Später wurden auch in der Slowakei bivoltine Populationen entdeckt, die 1997 prompt als neue Art Polyommatus slovacus beschrieben wurden. In verschiedenen Gebirgsregionen Spaniens sind zudem sowohl mono-, wie auch bivoltine Lokalformen nach geringfügigen morphologischen Unterschieden, vor allem Färbungsmerkmalen der Männchen, erkennbar, die als Arten Lysandra albicans, L.semperi und L.caelestissima beschrieben wurden, später kam noch L.gennargenti von Sardinien und P.nufrellensis von Korsika hinzu. Diese Formen hybridisieren nicht nur miteinander, wo sie gemeinsam vorkommen, solche Hybride sind auch mit dem Himmelblauen Bläuling Lysandra bellargus nachgewiesen, die Hybride wurden sogar schon irrtümlich als eigene Art (Polyommatus polonus) beschrieben. Eine Abgrenzung der Formen ist nach den Methoden des DNA Barcoding nicht immer verlässlich möglich und selbst die Chromosomenzahl ist nicht ohne weiteres verwendbar, diese ist innerhalb von Lysandra, ja selbst innerhalb der Art Lysandra coridon s. str. variabel, wobei die unterschiedliche Zahl die Kreuzung der Arten erschwert, aber nicht völlig verhindert. Die erhöhte Chromosomenzahl von L.coridon und der verwandten Arten geht dabei nicht auf Polyploidie zurück. Tatsächlich wurden substantielle Hinweise auf Genaustausch zwischen den Sippen durch Introgression gefunden.
Die vorläufigen Ergebnisse der genetischen Studien lassen sich, als Möglichkeit, so zusammenfassen: Lysandra coridon und die spanische Lysandra hispana s.lat. sind genetisch und morphologisch verschieden und nach überwiegender Auffassung verschiedene Arten. L.hispana umfasst die Formen, möglicherweise Unterarten oder sogar Arten albicans und caelestissima. L.coridon bildet zwei genetisch getrennte Linien, eine westliche und eine östliche, mit einer Kontaktzone, die mitten durch Deutschland verläuft. Diese sind morphologisch nicht unterscheidbar. Die östliche umfasst auch die bivoltinen Populationen Südosteuropas, die kein getrenntes Taxon bilden. L.gennargenti und L.nufrellensis sind Formen oder Unterarten innerhalb der westlichen Gruppe.